# سيسيل أرنولد
سيسيل أرنولد (بالإنجليزية:Cecile Arnold) (مواليد 1891 أو 1895-وفيات 1931) ممثلة سينمائية أمريكية في عصر السينما الصامتة .

## روابط خارجية
- سيسيل أرنولد على موقع IMDb (الإنجليزية)
- سيسيل أرنولد على موقع أول موفي (الإنجليزية)
- سيسيل أرنولد على موقع قاعدة بيانات الفيلم (الإنجليزية)

- http://www.imdb.com/name/nm0036380/